# Интегро-дифференциальные уравнения
Интегро-дифференциальные уравнения — класс уравнений, в которых неизвестная функция содержится как под знаком интеграла, так и под знаком дифференциала или производной.
{\displaystyle {L}_{n}[\varphi (x)]-\lambda \int _{a}^{b}K(x,y,{P}_{m}[\varphi (y)])dy=f(x)}
где
{\displaystyle {L}_{n}[\varphi (x)]={\frac {{d}^{n}\varphi (x)}{{dx}^{n}}}+{a}_{1}(x){\frac {{d}^{n-1}\varphi (x)}{{dx}^{n-1}}}+...+{a}_{n}(x)\varphi (x)} называется внешним дифференциальным оператором, а
{\displaystyle {P}_{m}[\varphi (y)]={\frac {{d}^{m}\varphi (y)}{{dy}^{m}}}+{b}_{1}(y){\frac {{d}^{m-1}\varphi (y)}{{dy}^{m-1}}}+...+{b}_{m}(y)\varphi (y)} — внутренним дифференциальным оператором
{\displaystyle K(x,y,{P}_{m}[\varphi (y)])} — ядро интегро-дифференциального уравнения
Некоторые интегро-дифференциальные уравнения можно свести к дифференциальным уравнениям в банаховом пространстве, однако существуют эволюционные интегро-дифференциальные уравнения (встречающиеся в теории упругости и моделях биологических процессов), содержащие интегрирование по времени, для которых это сделать сложно.

## Классификация интегро-дифференциальных уравнений

### Линейные интегральные уравнения
Линейными интегро-дифференциальными уравнениями называется уравнения, в которые внутренний дифференциальный оператор входит линейно:
{\displaystyle {L}_{n}[\varphi (x)]-\lambda \int _{a}^{b}K(x,y){P}_{m}[\varphi (y)]dy=f(x)}

#### Уравнения Фредгольма
Линейным интегро-дифференциальным уравнением Фредгольма называется уравнение с постоянными пределами интегрирования

##### Уравнения Фредгольма 1-рода
Интегро-дифференциальным уравнением Фредгольма 1-го рода называется уравнение вида:
{\displaystyle \lambda \int _{a}^{b}K(x,y){P}_{m}[\varphi (y)]dy=f\left(x\right)}

##### Уравнения Фредгольма 2-рода
Интегро-дифференциальным уравнением Фредгольма 2-го рода называется уравнение вида:
{\displaystyle {L}_{n}[\varphi (x)]-\lambda \int _{a}^{b}K(x,y){P}_{m}[\varphi (y)]dy=f(x)}

#### УравненияВольтерры
Линейным интегро-дифференциальным уравнением Вольтерры называется уравнение с переменным верхним пределом интегрирования

##### Уравнения Вольтерры 1-рода
Интегро-дифференциальным уравнением Вольтерры 1-го рода называется уравнение вида:
{\displaystyle \lambda \int _{a}^{x}K(x,y){P}_{m}[\varphi (y)]dy=f\left(x\right)}

##### Уравнения Вольтерры 2-рода
Интегро-дифференциальным уравнением Вольтерры 2-го рода называется уравнение вида:
{\displaystyle {L}_{n}[\varphi (x)]-\lambda \int _{a}^{x}K(x,y){P}_{m}[\varphi (y)]dy=f(x)}

### Нелинейные интегральные уравнения
Нелинейным уравнением Фредгольма называется интегро-дифференциальное уравнение, в которое внутренний дифференциальный оператор входит нелинейно:
{\displaystyle {L}_{n}[\varphi (x)]-\lambda \int _{a}^{b}K(x,y,{P}_{m}[\varphi (y)])dy=f(x)}